# ブルディガラの戦い
ブルディガラの戦い（ぶるでぃがらのたたかい、英語: Battle of Burdigala）は、紀元前107年にガリアのブルディガラ(フランス・ボルドー)で起こった、ヘルウェティイ族の支族ティグリニ族とローマ軍の戦いである。ディウィコ王に率いられたティグリニ族がルキウス・カッシウス・ロンギヌス率いるローマ軍を破った。

## 背景
ポエニ戦争(紀元前264年-紀元前146年)に勝利して地中海世界の大国となった共和政ローマは、北方のガリア属州周辺の勢力に対しても影響力を保ちつつ、いくつかの部族とは同盟関係を構築していた。紀元前100年より前、ユトランド半島、スカンディナヴィア半島南部（諸説あり）を出発したゲルマン系ともケルト系とも言われるキンブリ族が、テウトネス族やアンブロネス族と共に南東へ移動を開始した。ボイイ族 やスコルディスキ族などケルト系部族と戦いつつ南下し、紀元前113年にローマのノリクム属州(現オーストリア周辺)でローマの同盟勢力のタウリスキ族を圧迫。援軍のローマ軍をノレイアの戦い(紀元前112年)で破り、キンブリ・テウトニ戦争が勃発した。
ノリクムからアルプスの北側を通って属州ガリア・ナルボネンシスに入ったキンブリ族、テウトニ族の前に、執政官マルクス・ユニウス・シラヌス率いるローマ軍が現れた。定住を願い出たキンブリ族に対しシラヌスは応答せずに攻撃したが、逆に打ち破られた。キンブリ族らは直ちにローマ属州に侵入せず、土地の割り当てを再三求めて元老院へ使者を送った。スイスから南ドイツにかけて住んでいたヘルウェティイ族は、キンブリ族の動きに刺激されて西ガリアを目指して動き始めた。ヘルウェティイ族の4支族の一つティグリニ族はディウィコ王に率いられてユラ山地を越え、ガロンヌ川まで進出した(現在のアジャン近辺)。

## 戦闘
紀元前107年、ローマ元老院は執政官ルキウス・カッシウス・ロンギヌスと、コンスル(執政官)格のレガトゥス(副官)ルキウス・カルプルニウス・ピソ・カエソニウスに軍を任せ、ティグリニ族が侵入したガリアのローマ同盟部族を助けるために遠征軍を送り込んだ。アジャン付近で両軍はぶつかったが、ローマ軍はティグリニ族の伏兵に襲われ、ロンギヌスとピソは多くの兵と共に戦死した。陣営に逃げ帰ったローマ兵は、副官ガイウス・ポピッリウスの指揮の下で撤退する途中で敵に包囲され、運んでいた財宝の半分と人質を差し出すという条件をのんで降伏した。ローマ兵らはティグリニ族が見守る中、くびきをくぐらされる屈辱を受けた上でローマへ帰された。

## 戦後
ローマ軍敗北の知らせがガリア中に広がると、多くの町が反乱を起こした。ローマの属州の中で最も重要な町の一つトロサ(トゥールーズ)も蜂起し、ローマの駐屯兵を捕虜にした。ロンギヌス戦死後、もう一人の執政官であるクィントゥス・セルウィリウス・カエピオ(大カエピオ)が軍を率いてトロサを再び占領し、ケルト人の莫大な財宝「Aurum Tolosanum(トロサの黄金)」を略奪した。戦利品は逼迫した国家財政を助けるためにローマに送られることになったが、属州都市マッサリア(マルセイユ)に運ばれる途中で盗賊に襲われて奪われてしまった。 襲撃の黒幕は大カエピオ自身だと噂された。紀元前105年、キンブリ族らと合流したティグリニ族は、アラウシオの戦いで大カエピオ相手に大勝利を収めることになる。